# Pierrot (Maupassant)
Pour les articles homonymes, voir Pierrot.
Pierrot est une nouvelle de Guy de Maupassant, parue en 1882. Elle a pour sujet principal l'avarice de certaines personnes au XIXe siècle, à travers le personnage de Mme Lefèvre.

## Historique
Pierrot est initialement publiée dans la revue Le Gaulois du 1er octobre 1882, puis dans le recueil Contes de la bécasse en 1883.
La nouvelle est dédiée à Henry Roujon, romancier et haut fonctionnaire à qui l’auteur était redevable d’avoir été affecté au ministère de l’Instruction publique en 1878.

## Personnages principaux
- Mme Lefèvre : veuve riche et avare.
- Rose : la bonne
- Pierrot : le chien.
- Le puisatier
- Le boulanger
- Les voisins

## Résumé
Mme Lefèvre, une veuve riche mais avare, se fait voler une douzaine d'oignons dans son potager. Écoutant le conseil d'un voisin, elle décide d'acquérir un petit chien (car un gros la ruinerait). Mais même les petits chiens coûtent cher ! Le boulanger finit par lui offrir un petit bâtard qui ne ressemble à rien : « Pierrot ». 
Quand arrive le moment de payer la taxe sur les chiens qui s'élève à huit francs, Mme Lefèvre refuse de payer cette somme et décide de précipiter Pierrot dans la marnière, puits dans lequel tous les chiens des environs devenus indésirables sont abandonnés. Ils y meurent lentement de faim, les derniers entrants dévorant les plus faibles. Une nuit, accompagnée de Rose, elle jette Pierrot dans le trou, entend la chute, les jappements du chien blessé. Cela lui déchire le cœur et, les nuits suivantes, elle voit en rêve Pierrot qui lui fait mille reproches. 
C’en est trop, elle veut le faire remonter. Mais quand le puisatier lui demande quatre francs pour ce service, elle refuse de payer, estimant le prix trop élevé. Pour apaiser sa mauvaise conscience, elle va plusieurs jours d'affilée au bord du trou jeter du pain à Pierrot. Jusqu’au jour où elle entend dans le puits un autre chien très récemment abandonné qui, plus gros et plus fort que Pierrot, récupère le pain. Mme Lefèvre se dit qu'il est hors de question de nourrir un autre chien : accompagnée de Rose, elle repart définitivement chez elle en mangeant le pain restant et en laissant mourir Pierrot.

## Extraits
« Mme Lefèvre était une dame de campagne, une veuve, une de ces demi-paysannes à rubans et à chapeaux falbalas, de ces personnes qui parlent avec des cuirs, prennent en public des airs grandioses, et cachent une âme de brute prétentieuse sous des dehors comiques et chamarrés, comme elles dissimulent leurs grosses mains rouges sous des gants de soie écrue. »
Il s'agit des premiers mots de la nouvelle, qui brossent le portrait du personnage principal, Mme Lefèvre. Ce portrait satirique la présente comme un être contradictoire et ridicule, l'effet comique étant recherché par les nombreuses antithèses et la comparaison finale. Ce portrait permet de comprendre les choix que fera Mme Lefèvre dans la nouvelle et justifie ses attitudes incohérentes. 

## Autour de la nouvelle
La nouvelle s'inscrit dans le mouvement littéraire du réalisme, un mouvement apparu en France vers 1850 et dont Maupassant fut l'un des grands représentants. L’auteur y dénonce plusieurs défauts humains comme l’avarice et la cruauté, ainsi qu’il le fait également dans sa nouvelle Aux champs. 

## Éditions
- Pierrot, in : volume Maupassant, contes et nouvelles, texte établi et annoté par Louis Forestier, Bibliothèque de la Pléiade, éditions Gallimard, 1974  (ISBN 978-2070108053).
- Pierrot, in: Contes de la bécasse, préface de Jacques Chessex, Collection Classiques 1539, Lgf, 1979  (ISBN 2253006777).
- Pierrot, in : La Ficelle et autres nouvelles des champs, Guy de Maupassant, GF Étonnants Classiques, Flammarion, 2 juin 2016  (ISBN 978-2081385177)